# Fragen an die Geschichte
Fragen an die Geschichte ist ein Schulbuch für Gymnasien in  Deutschland.

## Konzept
Die didaktische Grundlage des Werkes wurde von Heinz Dieter Schmid, zum Teil in Zusammenarbeit mit Margarete Dörr, entwickelt. Es handelt sich dabei um ein reines „Arbeitsbuch“: das bedeutet, dass es keine Verfassertexte enthält, die eine fertige Deutung der Geschichte vorgeben, sondern nur Quellen, deren Bedeutung die Schülerinnen und Schüler sich selbst erschließen sollen. Die meisten heutigen Geschichtsbücher sind sogenannte „kombinierte Lern- und Arbeitsbücher“, die sowohl einen Verfassertext als auch einen Quellen- oder Materialteil zum Bearbeiten (in unterschiedlicher Reihenfolge) enthalten. Fragen an die Geschichte war eine konzeptionelle Antwort und Kritik auf deutsche Geschichtsbücher, die bis in die 1960er Jahre praktisch „historische Handbücher“ waren. Sie enthielten einen Verfassertext mit einer oftmals sehr eindimensionalen Geschichtsinterpretation, ohne die Multiperspektivität und den Konstruktcharakter von Geschichte aufzuzeigen.

## Erscheinungsgeschichte
Die vier Bände erschienen im Hirschgraben Verlag – später im Cornelsen Verlag – ab 1975. Bände 1 bis 4 sind vergriffen. Der 4. Band (oft fälschlicherweise als 3. Band bezeichnet) war noch bis 2011 unter dem Titel „Fragen an die Geschichte – Das 20. Jahrhundert“, 1999 bei Cornelsen, herausgegeben von Heinz D. Schmid und Eberhard Wilms, erhältlich. Die vier Lehrerbegleitbände werden, obwohl vergriffen, heute noch von älteren Lehrern für die Unterrichtsvorbereitung verwendet und legen die didaktische Grundlage des Werkes für einen neuartigen Arbeitsunterricht statt bloßer Belehrung offen.
Das Werk wurde am 2. Mai 1985 mit dem Europa-Preis des Georg-Eckert-Instituts für Internationale Schulbuch-Forschung in Braunschweig ausgezeichnet.

## Schmids Mitarbeiter
Zu Schmids Mitarbeitern an dem Werk Fragen an die Geschichte zählten u. a. Joachim Betz (* 1946), heute Professor in Hamburg (1973/74 Studienreferendar in Reutlingen), Hermann de Buhr (* 1939), Professor für Geschichte in Wuppertal, Professorin Gertrud Bühler (1920–2008), Fachleiterin für Geschichte am Studienseminar Rottweil, Professorin Margarete Dörr (1928–2014), von 1966 bis 1988 Fachleiterin für Geschichte an den Studienseminaren in Stuttgart und Heilbronn, Janbernd Geuting (* 1936), Geschichtslehrer am Gymnasium in Münster-Wolbeck und Fachleiter am Studienseminar in Münster, Horst Gies (* 1938), Professor für Geschichtsdidaktik in Berlin, Gottfried Rupprecht Leuthold, Schulleiter des Gymnasiums Münsingen, Udo Margedant, Professor in Wuppertal, Günther Peternek, Geschichtslehrer am Gymnasium Tettnang, Rudolf Renz (* 1940), Geschichtslehrer am Gymnasium Metzingen und von 1991 bis 2004 Referent im Oberschulamt Tübingen, Eberhard Schanbacher, in den 1970er Jahren Mitarbeiter am Seminar für Zeitgeschichte an der Universität Tübingen und später Schulleiter des Gymnasiums Laichingen, Eberhard Sieber (* 1942), Geschichtslehrer am Gymnasium in Kirchheim unter Teck, Eberhard Wilms (1940–2022), Geschichtslehrer am Gymnasium Wendlingen, sowie Heinz Grosche, Geschichtslehrer am Gymnasium in Bad Homburg vor der Höhe.
Die Mehrzahl der Mitarbeiter von Schmids Fragen an die Geschichte stammt also aus Württemberg und ist vor Gründung der Bundesrepublik Deutschland geboren worden.

## Kritik
Kritik entzündete sich an den vielen kleinen Auszügen aus historischen Quellen („Quellenschnipseln“), weil sie keinen Überblick über die gesamte Quelle ermöglichen. Andere vermissten einen durchgehenden Autorentext, der den Schülern einen Einstieg in das Thema bietet. Die Autoren reagierten in den Bänden 3 und 4 auf diese Kritik und brachten Überblickstexte und Tabellen, so dass dort selbst ohne Anleitung durch den Lehrer, die normalerweise stets notwendig ist,  eine Erarbeitung von einzelnen Kapiteln möglich wird.